# Bowman megye
Bowman megye az Amerikai Egyesült Államokban, azon belül Észak-Dakota államban található. Megyeszékhelye és legnagyobb városa Bowman. Lakosainak száma 2993 fő (2020. április 1.). Bowman megye Slope, Adams, Harding és Fallon megyékkel határos.

## Népesség
A megye népességének változása:
| Lakosok száma | 3139 | 3135 | 3214 | 3214 | 3294 | 2993 |
|               | 2010 | 2011 | 2012 | 2013 | 2015 | 2020 |